# Paradentalium
Paradentalium is een geslacht van weekdieren uit de klasse van de Scaphopoda (tandschelpen).

## Soorten
- Paradentalium americanum (Chenu, 1843)
- Paradentalium angustistriatum Chistikov, 1979
- Paradentalium choneides V. Scarabino & F. Scarabino, 2010
- Paradentalium daniellae V. Scarabino & F. Scarabino, 2010
- Paradentalium disparile (d'Orbigny, 1853)
- Paradentalium flindersi Cotton & Ludbrook, 1938
- Paradentalium francisense (Verco, 1911)
- Paradentalium gouldii (Dall, 1889)
- Paradentalium gradile Chistikov, 1979
- Paradentalium hemileuron (Verco, 1911)
- Paradentalium hexagonum (Gould, 1859)
- Paradentalium infractum (Odhner, 1931)
- Paradentalium intercalatum (Gould, 1859)
- Paradentalium kabati Scarabino, 2008
- Paradentalium katowense (Brazier, 1877)
- Paradentalium natalense (Barnard, 1963)
- Paradentalium octopleuron (Verco, 1911)
- Paradentalium pistis (Winckworth, 1940)
- Paradentalium pseudosexagonum (Deshayes, 1825)
- Paradentalium rudoi Scarabino, 1995